# جاي راندولف
جاي راندولف (بالإنجليزية: Jay Randolph)‏ هو كاتب أمريكي، ولد في 19 سبتمبر 1934 في كمبرلاند في الولايات المتحدة.